# Hastighetsåkning på skridskor vid olympiska vinterspelen 2006

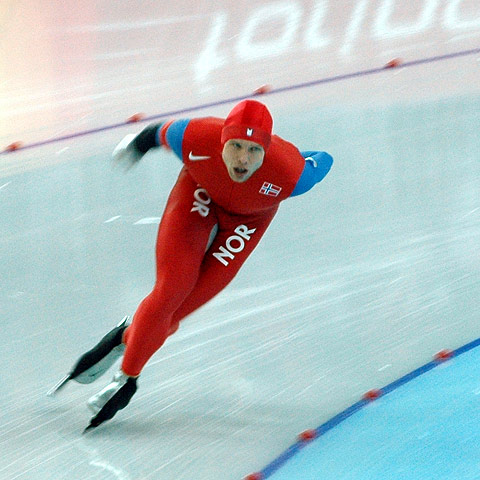
Eskil Ervik från Norge.

Hastighetsåkning på skridskor Olympiska vinterspelen 2006

## Medaljtabell
| Pl. | Nation        | Guld | Silver | Brons | Totalt |
| --- | ------------- | ---- | ------ | ----- | ------ |
| 1   | USA           | 3    | 3      | 1     | 7      |
| 2   | Nederländerna | 3    | 2      | 4     | 9      |
| 3   | Kanada        | 2    | 4      | 2     | 8      |
| 4   | Italien       | 2    | 0      | 1     | 3      |
| 5   | Tyskland      | 1    | 1      | 1     | 3      |
| 5   | Ryssland      | 1    | 1      | 1     | 3      |
| 7   | Kina          | 0    | 1      | 1     | 2      |
| 8   | Sydkorea      | 0    | 0      | 1     | 1      |

## Medaljörer

### Herrar
| Gren                     | Guld                                                                        | Guld     | Silver                                                                          | Silver   | Brons                                                                                 | Brons             |
| 500 meter Detaljer...    | Joey Cheek USA                                                              | 69,76    | Dmitrij Dorofejev Ryssland                                                      | 70,41    | Lee Kang-seok Sydkorea                                                                | 70,43             |
| 1 000 meter Detaljer...  | Shani Davis USA                                                             | 1:08,89  | Joey Cheek USA                                                                  | 1:09,19  | Erben Wennemars Nederländerna                                                         | 1:09,32           |
| 1 500 meter Detaljer...  | Enrico Fabris Italien                                                       | 1:45,96  | Shani Davis USA                                                                 | 1:46,13  | Chad Hedrick USA                                                                      | 1:46,22           |
| 5 000 meter Detaljer...  | Chad Hedrick USA                                                            | 6:14,68  | Sven Kramer Nederländerna                                                       | 6:16,40  | Enrico Fabris Italien                                                                 | 6:18,25           |
| 10 000 meter Detaljer... | Bob de Jong Nederländerna                                                   | 13:01,57 | Chad Hedrick USA                                                                | 13:05,40 | Carl Verheijen Nederländerna                                                          | 13:08,80          |
| Lagtempo Detaljer...     | Italien Matteo Anesi Stefano Donagrandi* Enrico Fabris Ippolito Sanfratello | 3:44,36  | Kanada Arne Dankers Steven Elm Denny Morrison* Jason Parker* Justin Warsylewicz | 3:47,28  | Nederländerna Sven Kramer Rintje Ritsma* Mark Tuitert Carl Verheijen Erben Wennemars* | 3:44,53 (Final B) |

### Damer
| Gren                    | Guld                                                                                            | Guld    | Silver                                                                               | Silver  | Brons | Brons              |
| 500 meter Detaljer...   | Svetlana Zjurova Ryssland                                                                       | 76,57   | Wang Manli Kina                                                                      | 76,78   | Ren Hui Kina                                                                                              | 76,87              |
| 1 000 meter Detaljer... | Marianne Timmer Nederländerna                                                                   | 1:16,05 | Cindy Klassen Kanada                                                                 | 1:16,09 | Anni Friesinger Tyskland                                                                                  | 1:16,11            |
| 1 500 meter Detaljer... | Cindy Klassen Kanada                                                                            | 1:55,27 | Kristina Groves Kanada                                                               | 1:56,74 | Ireen Wüst Nederländerna                                                                                  | 1:56,90            |
| 3 000 meter Detaljer... | Ireen Wüst Nederländerna                                                                        | 4:02,43 | Renate Groenewold Nederländerna                                                      | 4:03,48 | Cindy Klassen Kanada                                                                                      | 4:04,37            |
| 5 000 meter Detaljer... | Clara Hughes Kanada                                                                             | 6:59,07 | Claudia Pechstein Tyskland                                                           | 7:00,08 | Cindy Klassen Kanada                                                                                      | 7:00,57            |
| Lagtempo Detaljer...    | Tyskland Daniela Anschütz-Thoms Anni Friesinger Lucille Opitz* Claudia Pechstein Sabine Völker* | 3:01,25 | Kanada Kristina Groves Clara Hughes Cindy Klassen* Christine Nesbitt Shannon Rempel* | 3:02,91 | Ryssland Jekaterina Abramova Varvara Barysjeva* Galina Lichatjova* Jekaterina Lobysjeva Svetlana Vysokova | Overtook (Final B) |